# Precipitevolissimevolmente

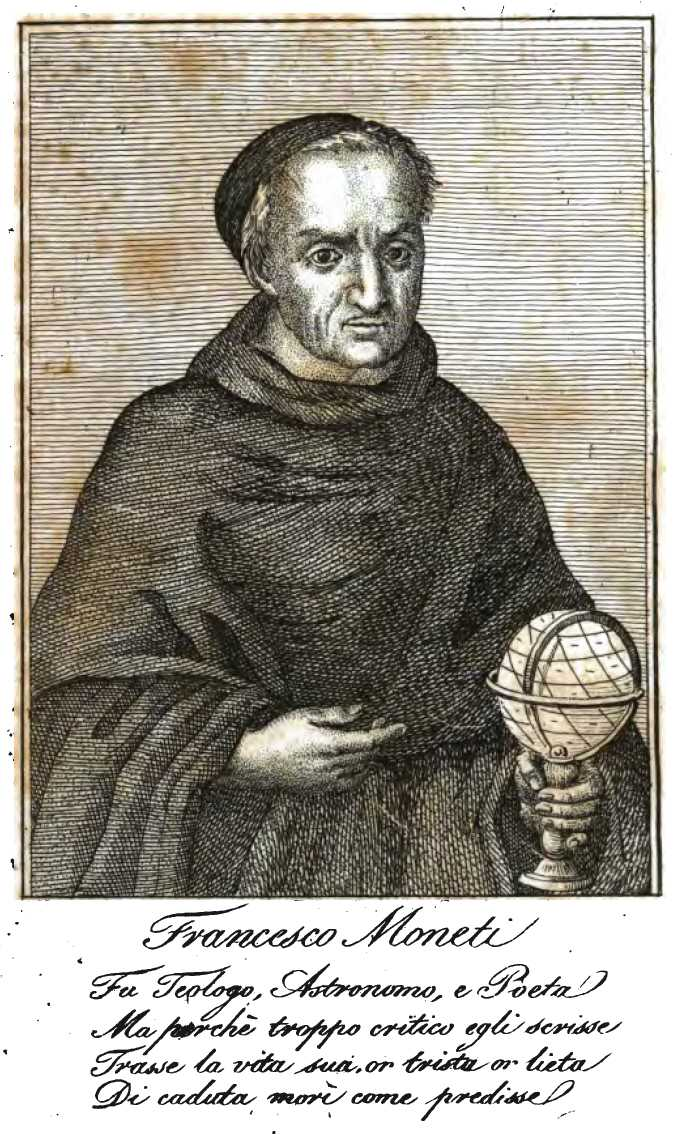
صورة لفرانشيسكو مونيتي

Precipitevolissimevolmente هي كلمة لمؤلف تعتبر من أطول الكلمات في  اللغة الإيطالية تتكون من 26 حرفا و11 مقطعا.

## المصدر
الظرف (الذي يعني  «سريع جدا، مندفع») تمت صياغته في 1677 من قبل فرانشيسكو مونيتي للضرورة الشعرية  في La Cortona convertita:
هدف مونيتي كان الحصول على كلمة تكون  حد ذاتها hendecasyllable, متجاهلا القواعد النحوية الخاصة باللغة الإيطالية، وفي الواقع صيغى المبالغة الصحيحة  للظرف "precipitevolmente" هي"precipitevolissimamente"، الذي يتكون من ثلاثة احرف ومقطع واحد أقل.
صيغة  سابقة من الظرف hendecasyllable  ، هو "sovramagnificentissimamente"، التي ذكرها دانتي أليغييري في De vulgari eloquentia من 27 حرفا، والذي لا نجده  في قاموس مفردات  اللغة الإيطالية.

## الانتشار
الكلمة تم استخدامها لاحقا لأول مرة من قبل أندريا كازوتتي  في الأوبرا الهزلية  La Celidora, ovvero Il governo di Malmantile 1734 1734:
أيضا كارلو جولدوني في مسرحية Il teatro comico 1750 (الفصل الأول، المشهد 11) استخدامها كوسيلة «مضحكة»:
في عام 1949 اعيد استخدامه من قبل غيدو مارتينا في  قصة هزلية "الجحيم " ميكي ماوس"